# Paul Bartel
Paul Bartel (ur. 6 sierpnia 1938 w Nowym Jorku, zm. 13 maja 2000 tamże) – amerykański aktor, reżyser i scenarzysta filmowy. 

## Życiorys
Studiował film i teatr na Uniwersytecie Kalifornijskim w Los Angeles, spędził rok na stypendium Fulbrighta w szkole filmowej Centro Sperimentale w Rzymie. Odbył służbę wojskową w US Army Signal Corps Pictorial Center w Long Island City, a następnie kręcił filmy dla United States Information Agency.  
Rozpoczął swoją działalność filmową jeszcze w szkole średniej, realizując krótkometrażowe filmy eksperymentalne i animowane na taśmie 16 mm. Do jego wczesnych prac należą Cinema Experimental (1954), Non Objective Film (1956), Margaret Whiting Sings "The Money Tree" (1956) oraz Camel Rock (1957). W 1962 , podczas nauki w Centro Sperimentale di Cinematografia w Rzymie, nakręcił włoskojęzyczny film krótkometrażowy Progetti. Przełomem w jego karierze stał się film The Secret Cinema (1966), zrealizowany przy minimalnym budżecie na taśmie 35 mm i sfinansowany ze środków własnych reżysera.  
W 1972 Bartel zadebiutował jako reżyser pełnometrażowy filmem Private Parts, będącym połączeniem komedii i horroru. Produkcją zajmował się Gene Corman, brat Rogera Cormana, a film został wydany przez wytwórnię MGM. Bartel wystąpił w nim także jako aktor. Produkcja jest często zaliczana do filmów eksploatacji.
W 1975 Paul Bartel wyreżyserował Wyścig śmierci 2000, satyryczną komedię akcji wyprodukowaną przez Rogera Cormana. W filmie wystąpili m.in. David Carradine, Sylvester Stallone i Mary Woronov, a sam Bartel pojawił się w epizodycznej roli. Produkcja odniosła duży sukces kasowy i szybko zdobyła status kultowego klasyka.
Po sukcesie filmu Corman zaproponował Bartelowi realizację kolejnego obrazu akcji z Carradine’em – Cannonball (1976). Reżyser nie tylko stanął za kamerą, ale także współtworzył scenariusz. W produkcji pojawiły się liczne cameo znanych postaci filmowych, m.in. Joe Dantego i Martina Scorsese. Bartel wspominał później, że po roku pracy nad Wyścigiem śmierci 2000, za 5000 dolarów znalazł się w trudnej sytuacji finansowej i przyjął propozycję Cormana z konieczności. Choć sam nigdy nie interesował się motoryzacją i wyścigami, postanowił urozmaicić film licznymi epizodycznymi występami oraz oryginalnymi postaciami, które go fascynowały.
W 1982 wyreżyserował film Oberża, do którego napisał scenariusz wspólnie z Richardem Blackburnem. Bartelowi udało się pozyskać fundusze na produkcję i zagrał w filmie razem z Mary Woronov. Produkcja, której budżet wyniósł 230 000 dolarów (zebranych przez niego samego oraz jego rodziców), stała się sukcesem na rynku filmów artystycznych, zarabiając ponad 1 milion dolarów, i zyskała status kultowego filmu.
Po Oberży nakręcił kilka kolejnych filmów, jak np. Klasowo-łóżkowe potyczki w Beverly Hills (1989). Niemniej, niektóre z produkcji, takie jak Koń o imieniu Długi Strzał (1986) oraz jego ostatnia produkcja Shelf Life (1993), miały minimalną dystrybucję i zostały ledwie wydane.

## Życie prywatne
Był otwarcie gejem, co miało wpływ na jego decyzje zawodowe. W branży filmów niezależnych czuł się bardziej akceptowany i miał większe możliwości rozwoju kariery niż w Hollywood.